# Серюче
Серюче (словен. Serjuče) — поселення в общині Моравче, Осреднєсловенський регіон, Словенія. 
Висота над рівнем моря: 400,2 м.